# تووارانکرنی
تووارانکرنی (به لاتین: Thuvarankerni) یک منطقهٔ مسکونی در سری‌لانکا است که در استان شمالی (سری‌لانکا) واقع شده‌است.